# Domant Futebol Clube de Bula Atumba
Domant Futebol Clube de Bula Atumba, meist nur Domant FC genannt, ist ein angolanischer Fußballverein aus Bula Atumba.
Der Verein ging aus einer Initiative des späteren Vereinspräsidenten Domingos António in einem Viertel Cacuacos im Großraum Luanda hervor. Der Domant FC wurde schließlich am 23. Mai 2005 in Bula Atumba gegründet. Er empfängt seine Gäste jedoch in der Provinzhauptstadt Caxito, im 5.000 Zuschauer fassenden Stadion Campo da Açúcareira Heróis de Caxito.
Der Domant FC konnte bisher keine Landestitel gewinnen. Er stieg nach der Saison 2014 erstmals aus der zweiten Liga, dem Gira Angola, in die erste Liga, die Profiliga Girabola auf.